# Georgia-Pacific Tower
Georgia-Pacific Tower es un rascacielos de 212,45 m de altura situado en el Downtown de Atlanta. Contiene 52 plantas de oficinas y fue completada en 1982. Fue el segundo edificio más alto de la ciudad desde 1982 hasta 1987. Desde 1976 hasta 1987, el edificio más alto era el Westin Peachtree Plaza Hotel. Georgia-Pacific Tower tiene un diseño en escalera que baja hasta el suelo, y está revestido en mármol rosa extraído en Tate, Georgia.
La torre está en el antiguo lugar del Gran Teatro Loew, donde tuvo lugar el estreno de la película de 1939 Lo que el viento se llevó (133 Peachtree St. NE, cerca de la intersección de las calles Peachtree y Forsyth). El teatro no podía ser demolido por su consideración de monumento; cuando se quemó en 1978, despejando el camino para la torre, algunos lugareños encontraron las circunstancias misteriosas y quizás más que una coincidencia.[cita requerida]
El estudio de arquitectos que la diseñó fue Skidmore, Owings and Merrill. La torre es la sede mundial de Georgia-Pacific. Otros ocupantes incluyen la consultoría McKinsey & Company y la sucursal de downtown del High Museum of Art, que abrió en 1986.[cita requerida]
El 14 de marzo de 2008 la torre sufrió daños menores cuando un tornado atravesó downtown Atlanta. Algunas ventanas reventaron. Fue el primer tornado que atravesó downtown desde que comenzó el registro del tiempo en la década de 1880.
El Consulado General del Reino Unido está situado en el edificio. Sirvió como lugar de rodaje de la película de acción de 1985 Invasion U.S.A. protagonizada por Chuck Norris y Richard Lynch, en la que sirvió como el escenario de la batalla final entre el Ejército y unos terroristas internacionales.

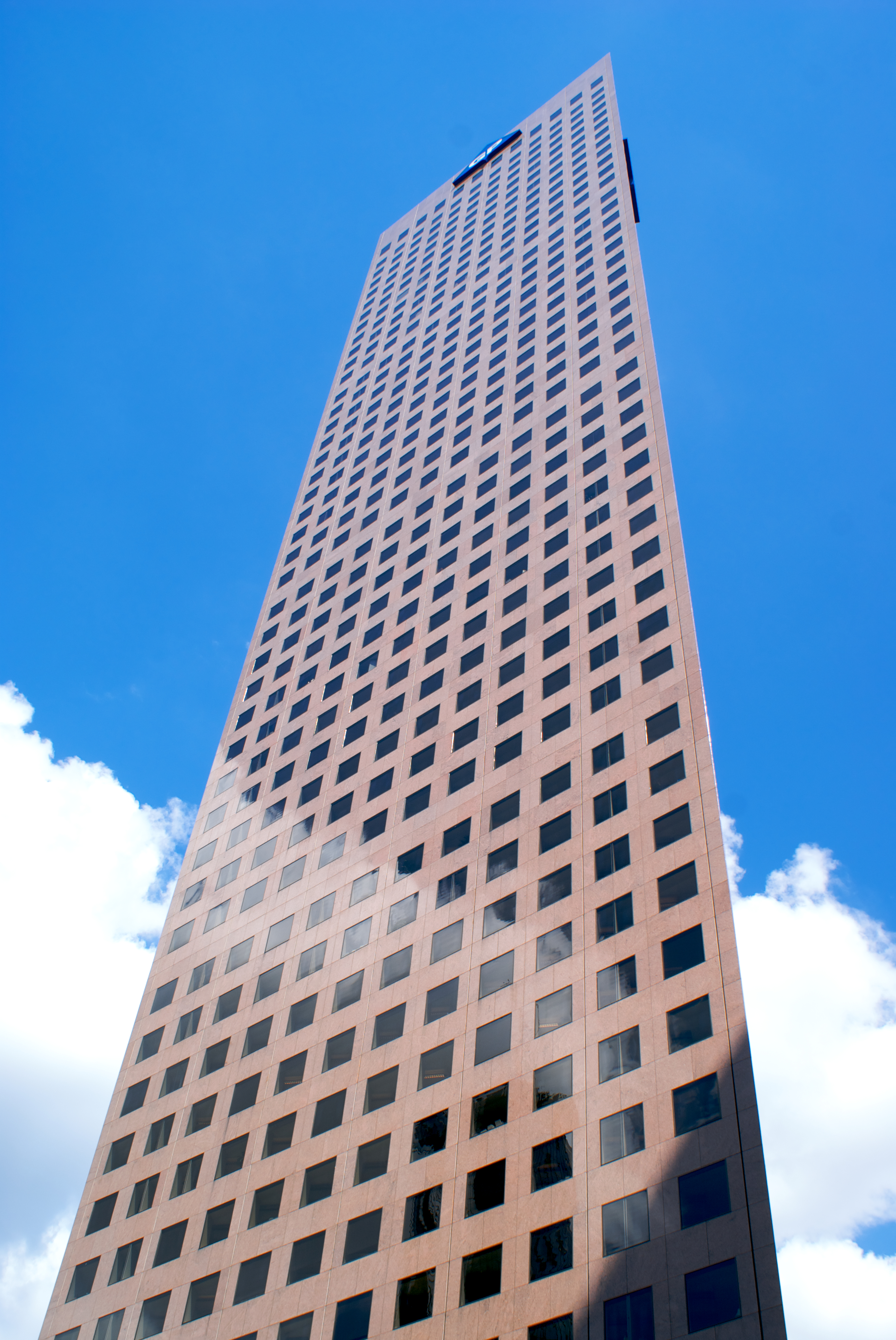
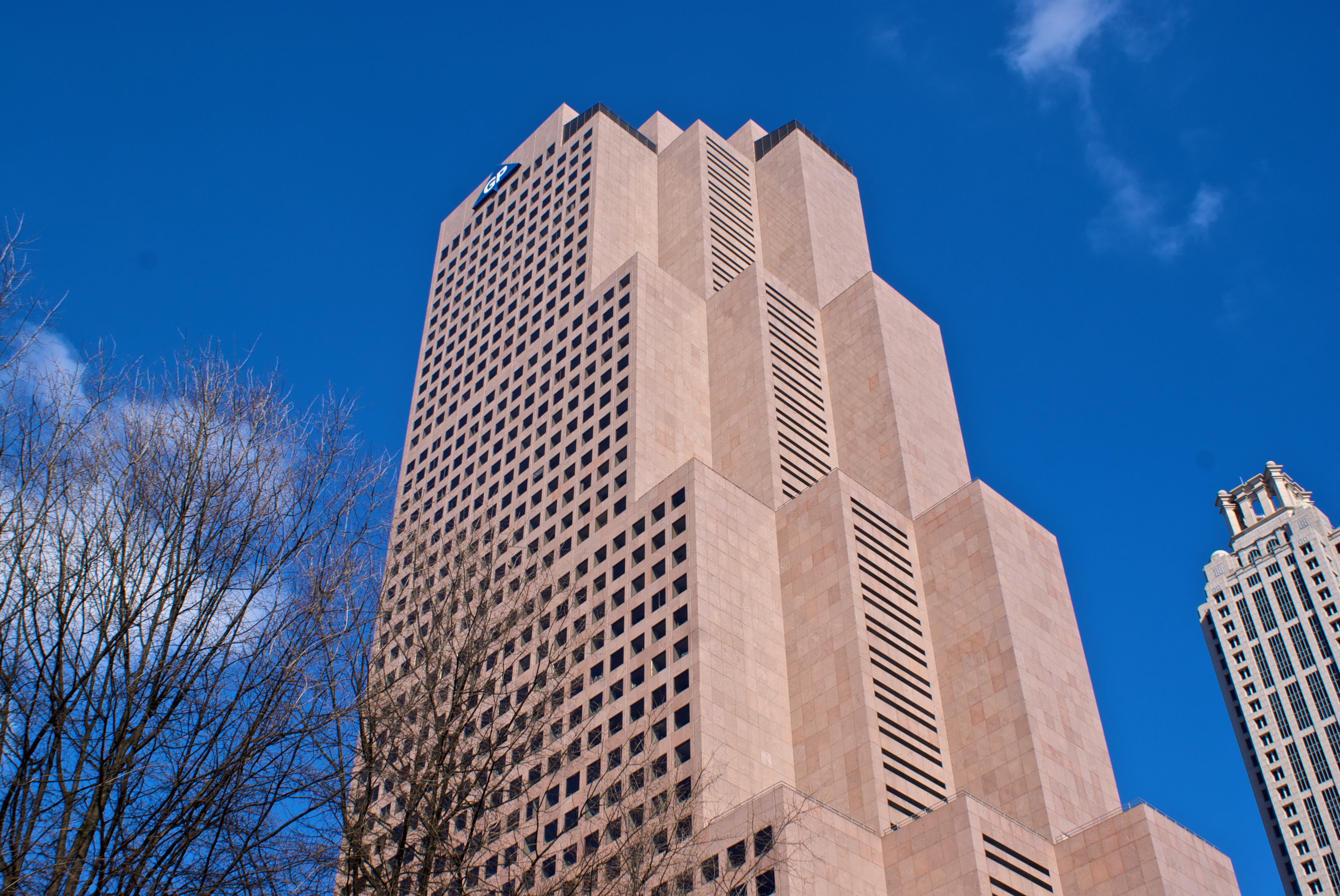
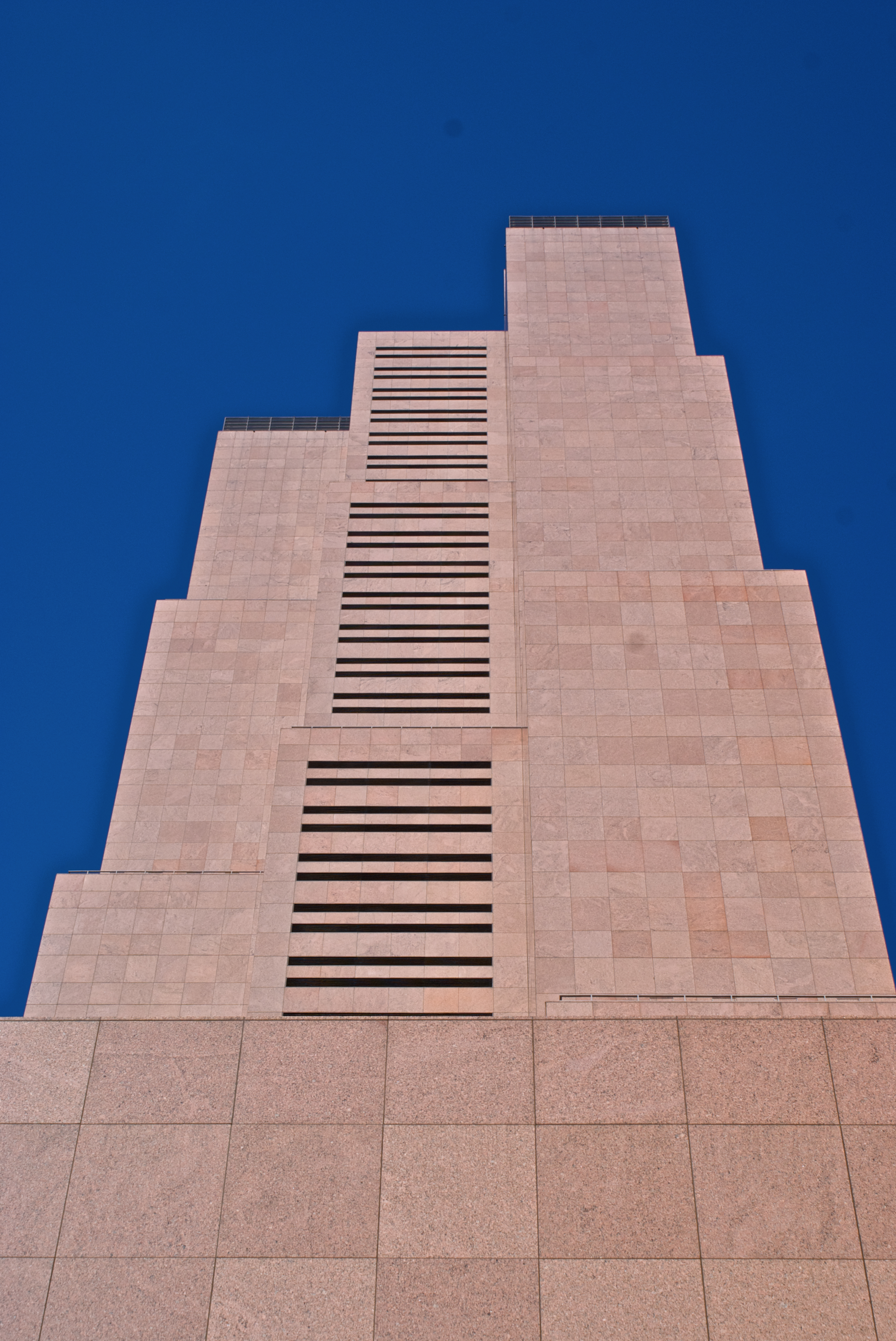